# Et la montagne chantera pour toi
Et la montagne chantera pour toi est le second tome de la série de bande dessinée Jonathan.
À chaque album de la série est associée une liste de musiques d'ambiance. Pour ce tome : 
- Mike Oldfield : Hergest Ridge
- Tangerine Dream : Phaedra
- Fono : Musica Tibetana

## Personnages
- Jonathan
- Kuo Yu Yin : pilote dans l'armée chinoise, né à pékin, il a 29 ans. Il a tué au nom de la "libération culturelle", il voit aussi désormais l'abomination de cette guerre à laquelle ill ne veut plus participer. Il est surnommé "Yu" par ses amis.
- une jeune femme : fée/sorcière, elle vit moitié nue, le corps couvert de peinture, près d'une source chaude au creux des montagnes. Elle joue d'une sorte de flûte sur un rocher percé, le vent amplifie et emporte au loin sa musique. C'est la voix de la montagne, celle qui guide et montre la voie à suivre. Elle vient en aide, soigne « Yu », lui révèle une partie de son passé. Elle va faire vivre à Jonathan des expériences qui vont le libérer de son désir de vengeance, lui permettre de faire le deuil de Saïcha.

## Synopsis
Trois ans ont passé. Jonathan, toujours dans l'Himalaya est pris dans une tempête de neige. Il est sauvé par un yak qui le guide vers une grotte. Le lendemain, il découvre un avion  chinois accidenté. L'épave contient des armes et un survivant blessé : "Yu". Jonathan récupère de l'essence pour sa moto. Il sympathise avec le jeune chinois, ils partagent leurs derniers biscuits. À plusieurs reprises, ils entendent un son mystérieux. Jonathan perçoit aussi une voix "Ecoute le chant de la montagne, il te guidera". 
Il suit ces paroles, traverse une grotte et se retrouve dans une oasis verte, baignée par une source chaude. Une jeune femme l'attend, c'est elle qu'il entendait. C'est elle aussi qui lui a envoyé le yak quand il était en danger. Elle lui présente de nouveaux guides (des révoltés tibétains) qui l'aideront à franchir les montagnes. En échange, ils veulent récupérer les armes de l'avion.
Le groupe se rend sur les lieux du crash, commence à vider l'avion. Ils sont surpris par une patrouille chinoise qui, elle aussi, a fini par localiser l'épave. Dans le combat qui suit, les compagnons de Jonathan sont tous abattus. Il parvient à s'enfuir avec quelques yaks et le précieux chargement. Il va être rattrapé, quand, Yu se manifeste et fait diversion. Il se sacrifie pour lui sauver la vie. Dans un dernier souffle, il révèle à Jonathan ce que la jeune femme vient de lui apprendre : trois ans plus tôt, c'est lui qui a bombardé le village de Saïcha. 
Jonathan livre les armes aux Khambas, revoit Tsaring. Il ne retournera pas en Europe, mais son désir de vengeance est mort. L'ennemi n'est pas l'envahisseur chinois mais la guerre.